# Auster Adventurer
El Auster J/5 Adventurer es un monoplano ligero de ala alta de tres asientos construido en el Reino Unido a finales de la década de 1940.

## Desarrollo
El monoplano Adventurer de tres asientos y ala alta fue desarrollado a partir del J/1 Autocrat con potencia adicional proporcionada por la instalación del motor De Havilland Gipsy Major I de 130 hp, para permitir operaciones más flexibles en el clima más cálido de Australia y Nueva Zelanda, donde la mayoría de los aparatos fueron vendidos. A diferencia del J/1 Aiglet y del J/1N Alpha de similar potencia, el Adventurer conservó las superficies de cola más pequeñas del Autocrat, y el nuevo motor se retrasó lo suficiente como para que el área original del empenaje siguiera siendo suficiente.
El prototipo del Adventurer se convirtió al nuevo estándar a partir de un J/1 Autocrat (c/n 2093) y voló por primera vez el 15 de noviembre de 1947. A este le siguieron otras 58 unidades entregadas entre 1948 y 1952.

## Historia operacional
La mayoría de los J/5 se vendieron a pilotos privados en Australia y Nueva Zelanda, donde recibieron el nombre de Adventurer. Once Adventurer todavía estaban en servicio en Australia en 2009 y uno en Nueva Zelanda (ver imagen). Se vendieron seis Adventurer a la Real Fuerza Aérea de Nueva Zelanda (RNZAF) y cuatro a la Real Fuerza Aérea de Rodesia (RRAF). Se completaron cinco ejemplares para uso agrícola como J/5A Cropduster y sirvieron en África y Pakistán.

## Variantes
J/5
Versión civil, también operada por la RNZAF y la RRAF, 54 aviones construidos.
J/5A Cropduster
Versión agrícola con barras rociadoras, depósito rociador, etc., 5 aviones construidos.

## Operadores
Nueva Zelanda
- Real Fuerza Aérea de Nueva Zelanda: operó seis J/5 Aiglet.[5]

 Rodesia del Sur
- Fuerza Aérea de Rodesia del Sur: operó cuatro ejemplares.[5]

## Especificaciones (J/5)
Referencia datos: Green, 1965, p. 138

### Características generales
- Tripulación: Uno (piloto)
- Capacidad: Dos pasajeros
- Longitud: 7,2 m (23,5 ft)
- Envergadura: 11 m (36 ft)
- Altura: 2 m (6,5 ft)
- Superficie alar: 17,2 m² (185 ft²)
- Peso vacío: 547 kg (1205,6 lb)
- Peso cargado: 907 kg (1999 lb)
- Planta motriz: 1× motor lineal invertido de 4 cilindros refrigerado por aire De Havilland Gipsy Major I.
  - Potencia: 97 kW (134 HP; 132 CV)
- Hélices: Bipala de madera de paso fijo

### Rendimiento
- Velocidad máxima operativa (Vno): 201 km/h (125 MPH; 109 kt)
- Velocidad crucero (Vc): 171 km/h (106 MPH; 92 kt)
- Alcance: 322 km (174 nmi; 200 mi)
- Régimen de ascenso: 3,8 m/s (750 ft/min)

## Aeronaves relacionadas

### Desarrollos relacionados
- Auster J/1 Autocrat

### Secuencias de designación
- Secuencia Alfanumérica (interna de Auster): ← J/2 Arrow - J/3 Atom - J/4 - J/5 Adventurer - J/5 Autocar - J/5 Aiglet Trainer - J/5 Alpine →